# 7100 Martin Luther
7100 Martin Luther (1360 T-2) là một tiểu hành tinh vành đai chính được phát hiện ngày 29 tháng 9 năm 1973 bởi Cornelis Johannes van Houten và Ingrid van Houten-Groeneveld ngày plates taken bởi Tom Gehrels ở Đài thiên văn Palomar. Nó được đặt theo tên German theologian và religious reformer Martin Luther.